# Lukáš Trefil
Lukáš Trefil (Praga, 21 de septiembre de 1988) es un deportista checo que compite en piragüismo en la modalidad de aguas tranquilas.
Participó en dos Juegos Olímpicos de Verano, Londres 2012 y Río de Janeiro 2016, obteniendo en cada edición una medalla de bronce en la prueba de K4 1000 m.
Ha ganado 3 medallas en el Campeonato Mundial de Piragüismo entre los años 2013 y 2015, y 3 medallas de oro en el Campeonato Europeo de Piragüismo entre los años 2013 y 2015.

## Palmarés internacional
| Juegos Olímpicos   | Juegos Olímpicos            | Juegos Olímpicos  | Juegos Olímpicos |
| Año                | Lugar                       | Medalla           | Competición      |
| ------------------ | --------------------------- | ----------------- | ---------------- |
| 2012               | Londres (Reino Unido)       | Medalla de bronce | K4 1000 m        |
| 2016               | Río de Janeiro (Brasil)     | Medalla de bronce | K4 1000 m        |
| Campeonato Mundial |                             |                   |                  |
| Año                | Lugar                       | Medalla           | Competición      |
| 2013               | Duisburgo (Alemania)        | Medalla de plata  | K4 1000 m        |
| 2014               | Moscú (Rusia)               | Medalla de oro    | K4 1000 m        |
| 2015               | Milán (Italia)              | Medalla de bronce | K4 1000 m        |
| Campeonato Europeo |                             |                   |                  |
| Año                | Lugar                       | Medalla           | Competición      |
| 2013               | Montemor-o-Velho (Portugal) | Medalla de oro    | K4 1000 m        |
| 2014               | Brandeburgo (Alemania)      | Medalla de oro    | K4 1000 m        |
| 2015               | Račice (República Checa)    | Medalla de oro    | K4 1000 m        |